# TV3 (телеканал, Малайзия)

Одна из ведущих журналистов канала TV3 Зубайда Азиз (слева) с коллегой. 1994 год.

TV3 (малайск. Ти-Ви-тига) — Третий канал телевидения, первое частное телевидение в Малайзии. Базируется в г. Петалинг-Джая.

## История и современное положение
Первый выход в эфир состоялся 1 июня 1984 г. В торжественном открытии участвовал премьер-министр Малайзии Махатхир Мохамад. Передачи ведутся на малайском языке. Первоначально программы принимались лишь в Куала-Лумпуре и долине Кланга. В дальнейшем территория вещания расширилась на всю территорию Малайзии и даже соседние страны, в частности, Сингапур. Один из самых «смотрибильных» каналов в стране: в отдельные годы на него приходилось до 41 процента телезрителей. Это — первый канал, ведущие информационных программ которого в конце 1990-х гг. перешли на стандартное произношение малайского языка. C 1997 года осуществляется круглосуточное вещание (впервые в стране).
С 2004 г. имеет дочернее предприятие — восьмой канал (8TV), ориентированный главным образом на китайскую аудиторию. В настоящее время входит в медиа-группу «Медиа Прима Берхад» (Media Prima Berhad), созданную в 2003 г.

## История слоганов
Слоганы канала неоднократно менялись. Первым слоганом был "Ваш развлекательный канал (1 июня 1984 года — 31 декабря 1986 года), далее: «Популярный канал» (1 января 1987 года — 31 мая 1992 года), « Самые свежие новости, развлечения, сенсации» (1 июня 1992 года — 31 декабря 2000 года); «Твой мир» (1 января 2001 года — 31 мая 2006 года), «Выбор моего сердца» (1 июня 2006 г. — 31 мая 2007 г.), «Рядом с вами» (1 июня 2007 г. — 31 мая 2008 г.): «Вдохновение моей жизни» (1 июня 2008 г. — 31 мая 2014 г.), «Всегда весело с тобой на TV3» (1 июня 2014 г. до настоящего времени).

## Программы передач
Основу сетки составляют блоки новостей, документалистика, мыльные оперы (главным образом индонезийского производства), местная культура, западные художественные картины, религиозные передачи, реклама (по доходам от рекламы занимает первое место среди всех малайзийских телеканалов).

## Критика
- В 1995 г. было запрещено реалити- шоу «Телескоп», поскольку один из членов жюри в прямом эфире позволил себе нецензурные выражения[4]. В 2007 г. запрет был наложен на программу «Сенсации», так как в ней прозвучали «высказывания, оскорбляющие ислам»[5].
- В 2010 г. была снята с показа и подвергнута штрафу реклама праздника разговения мусульман, «содержавшая элементы христианства и буддизма»[6].
- В 2015 году канал обвинили в плагиате: он якобы скопировал оформление заставки и дизайн студии для новостной программы с нидерландского телеканала RTL Nieuws[7]. Внимательные пользователи YouTube в 2019 году также поймали телеканал на плагиате заставки и оформления новостной студии «Nyheter» норвежского телеканала NRK1.
- В 2016 году подверглась критике телезрителей замена слота детских и религиозных программ на программу коммерческого характера «Телемагазин»[8].

## Награды
- Награда международной неправительственной организации Enterprise Asia за «За ответственную предпринимательскую деятельность в Азиатско-Тихоокеанском регионе» (2007)